# Port-Sainte-Foy-et-Ponchapt
Port-Sainte-Foy-et-Ponchapt – miejscowość i gmina we Francji, w regionie Nowa Akwitania, w departamencie Dordogne. Powstała w 1960 z połączenia gmin Ponchapt oraz Port-Sainte-Foy.

## Demografia
Według danych na rok 1990 gminę zamieszkiwały 2222 osoby, a gęstość zaludnienia wynosiła 121 osób/km² (wśród 2290 gmin Akwitanii Port-Sainte-Foy-et-Ponchapt plasuje się na 192. miejscu pod względem liczby ludności, natomiast pod względem powierzchni na miejscu 600.).